# Chionaema porrima
Chionaema porrima là một loài bướm đêm thuộc phân họ Arctiinae, họ Erebidae.